# Eudiometer

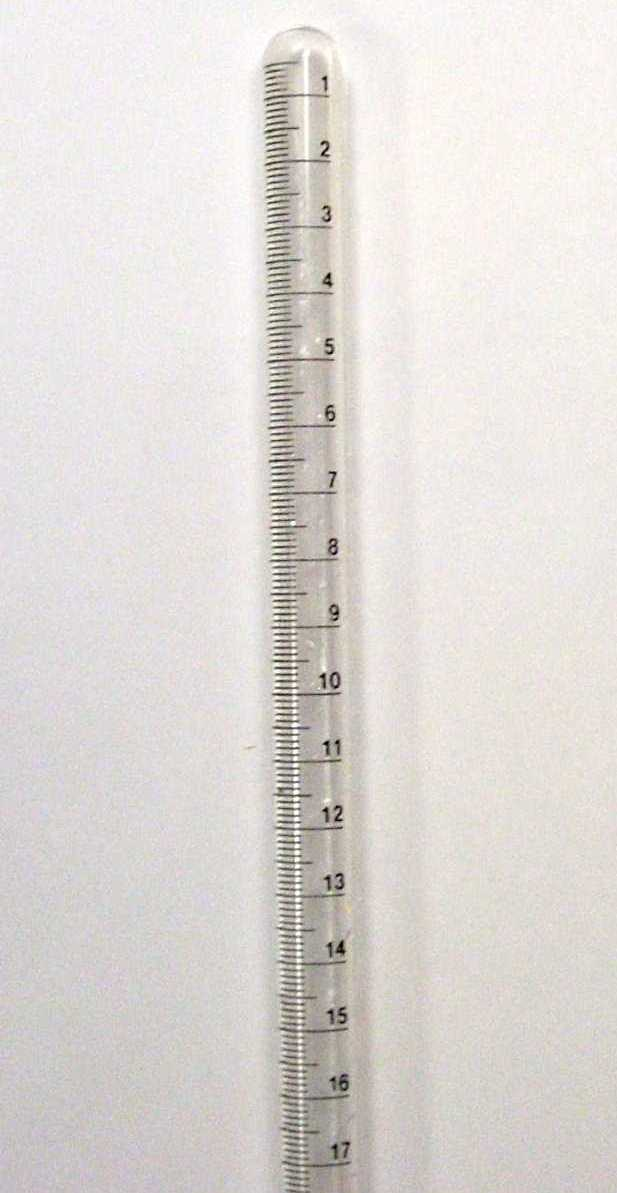
Skala eines Eudiometers

Das Eudiometer (gr.: Luftgütemesser) ist eine einseitig verschlossene und mit einer Skala versehene Glasröhre.
Sie dient der Quantifizierung von Gasvolumina, die während einer chemischen Reaktion entstehen.

## Funktionsprinzip

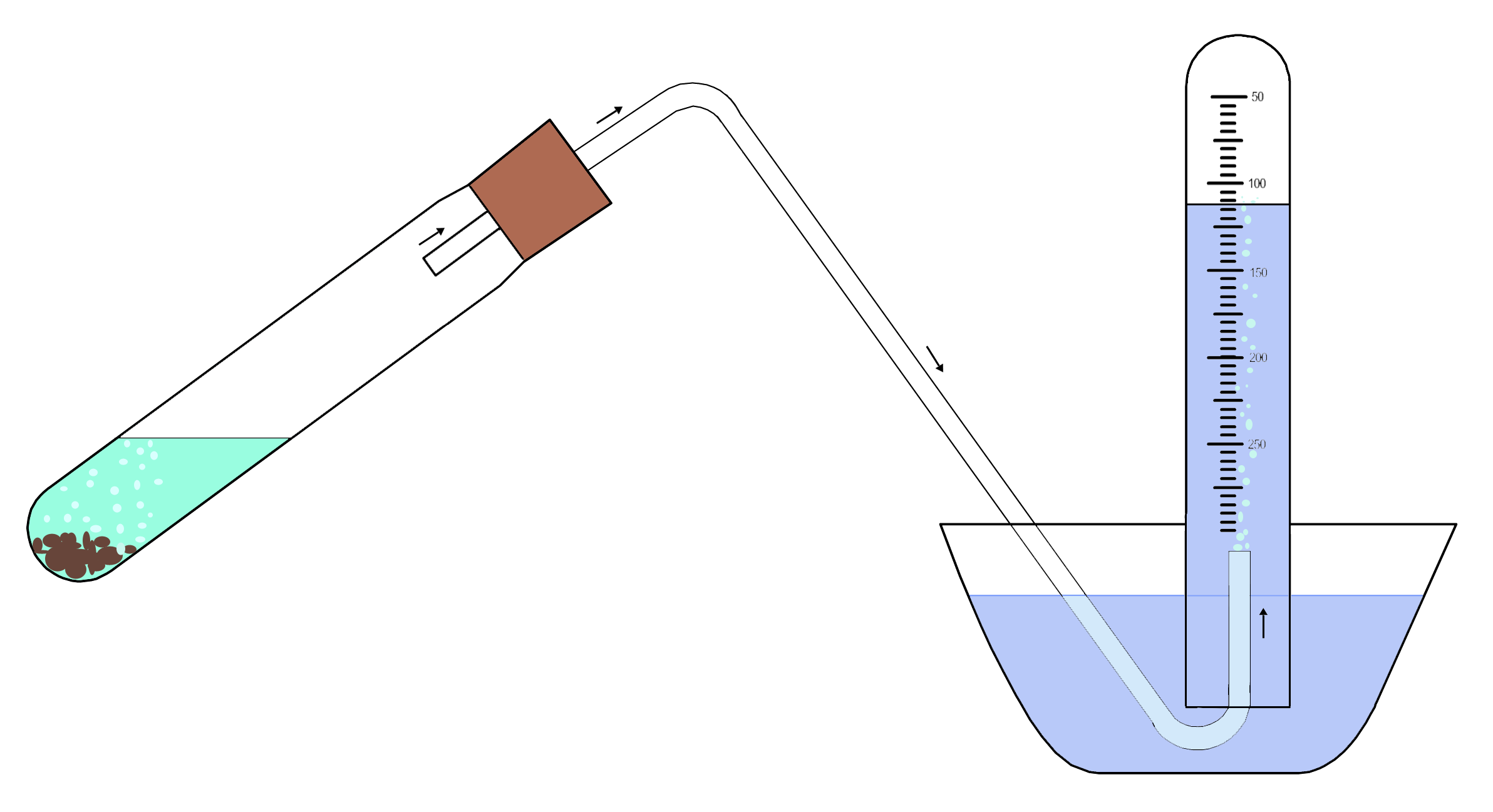
Versuchsanordnung mit Eudiometer

Das Eudiometer wird hierzu vollständig mit Flüssigkeit befüllt und mit dem offenen Ende in ein Bad der gleichen Flüssigkeit getaucht. Im einfachsten Fall handelt es sich hierbei um Wasser. Eine chemische Reaktion, welche unterhalb des Eudiometers abläuft bei welcher Gase entstehen, entlässt diese in das darüber liegende Eudiometer, wodurch aus diesem Flüssigkeit verdrängt wird. Das Volumen verdrängter Flüssigkeit entspricht dem Volumen des entstandenen Gases. Hieraus lassen sich Aussagen über die chemische Reaktion sowie die Gasdichte erhalten.
Eine technische Anwendung findet das Eudiometer in der Bestimmung des Sauerstoffgehaltes von z. B. Faulgasen. Ebenso kann ein Eudiometer zur Bestimmung einer Gasbildungsrate verwendet werden.

## Schulexperiment
Für Schulzwecke wird das Eudiometer mit Wasserstoffgas und Sauerstoffgas im Verhältnis 2 zu 1 befüllt. Anschließend wird dieses Gemisch mittels eines elektrischen Funkens gezündet. Danach ist das Eudiometer vollständig mit Wasser gefüllt. Anhand dieses Experimentes wird das Gesetz des konstanten Volumenverhältnisses gelehrt. 
Bei dem von Karl Heinz Cuny erfundenen Schlauch-Eudiometer ist der Glaskolben durch einen durchsichtigen, weichen Kunststoffschlauch ersetzt, um die Gefahr umherfliegender Glassplitter bei Experimenten mit explosiv reagierenden Gasmischungen zu vermeiden.